# East Kilbride, Strathaven and Lesmahagow (circonscription du Parlement britannique)
Circonscription parlementaire de la Chambre des communes
East Kilbride, Strathaven and Lesmahagow est une circonscription électorale britannique située en Écosse.

## Liste des députés
| Élection | Élection | MP             | Parti              |
| -------- | -------- | -------------- | ------------------ |
|          | 2005     | Adam Ingram    | Parti travailliste |
|          | 2010     | Michael McCann | Parti travailliste |
|          | 2015     | Lisa Cameron   | SNP                |